# CD Vicálvaro
A CD Vicálvaro, teljes nevén Club Deportivo Vicálvaro spanyol labdarúgóklubot 1928-ban alapították, 2010-11-ben a madridi első osztályban (Preferente, ötödosztály) szerepelt. 

## Az eddigi szezonok
| Szezon      | Osztály    | Poz. | Copa del Rey |
| ----------- | ---------- | ---- | ------------ |
| 1928-29-től | Regionális | —    |              |
| 1985-86-ig  | Regionális | —    |              |
| 1986/87     | Preferente | 4.   |              |
| 1987/88     | 3ª         | 13.  |              |
| 1988/89     | 3ª         | 12.  |              |
| 1989/90     | 3ª         | 15.  |              |
| 1990/91     | 3ª         | 8.   |              |
| 1991/92     | 3ª         | 15.  |              |
| 1992/93     | 3ª         | 14.  |              |
| 1993/94     | 3ª         | 18.  |              |
| 1994/95     | 3ª         | 19.  |              |
| 1995/96     | Preferente | -    |              |
| 1996/97     | 3ª         | 22.  |              |
| 1997/98     | Preferente | 7.   |              |

| Szezon  | Osztály      | Poz. | Copa del Rey |
| ------- | ------------ | ---- | ------------ |
| 1998/99 | Preferente   | 4.   |              |
| 1999/00 | Preferente   | 5.   |              |
| 2000/01 | Preferente   | 5.   |              |
| 2001/02 | Preferente   | 8.   |              |
| 2002/03 | Preferente   | 16.  |              |
| 2003/04 | 1ª Aficiona. | 1.   |              |
| 2004/05 | Preferente   | 12.  |              |
| 2005/06 | Preferente   | 9.   |              |
| 2006/07 | Preferente   | 6.   |              |
| 2007/08 | Preferente   | 13.  |              |
| 2008/09 | Preferente   | 9.   |              |
| 2009/10 | Preferente   | 10.  |              |
| 2010/11 | Preferente   |      |              |

## Külső hivatkozások
- Hivatalos weboldal
- Futmadrid.com